# 1-es busz (Zirc)
A zirci 1-es jelzésű autóbusz a Rákóczi tér - Szeptember 6. utca - Alkotmány utca - Rákóczi tér útvonalon közlekedik. A vonalat a Volánbusz üzemelteti.

## Közlekedése
Csak munkanapokon közlekedik, kb. 30 percenként.

## Útvonala
| Rákóczi tér - Szeptember 6. utca - Alkotmány utca - Rákóczi tér:                                                                                            |
| --- |
| - Rákóczi tér - Köztársaság utca - Alkotmány utca - Üdülő utca - Szeptember 6. utca - Vitális István utca - Alkotmány utca - Köztársaság utca - Rákóczi tér |

## Megállói
| Megállóhely neve      | Menetidő | Fontosabb létesítmények |
| --------------------- | -------- | --- |
| Rákóczi tér           | 0        | Rákóczi tér, Zirci Városi Bíróság, Reguly Antal Múzeum, Bakonyi Természettudományi Múzeum, Nagyboldogasszony-bazilika, Reguly Antal Német Nemzetiségi Nyelvoktató Általános Iskola |
| Üdülő utca            | 2        | Reguly Antal Német Nemzetiségi Nyelvoktató Általános Iskola, Zirci sportpálya |
| Szeptember 6. utca 7. | 4        | |
| Batsányi köz          | 5        | |
| Alkotmány utca 27.    | 6        | Reguly Antal Szakképző Iskola |
| Szolgáltatóház        | 7        | Reguly Antal Német Nemzetiségi Nyelvoktató Általános Iskola, Zirci sportpálya |
| Rákóczi tér           | 9        | Rákóczi tér, Zirci Városi Bíróság, Reguly Antal Múzeum, Bakonyi Természettudományi Múzeum, Nagyboldogasszony-bazilika, Reguly Antal Német Nemzetiségi Nyelvoktató Általános Iskola |